# Arequipa
Arequipa ist die Hauptstadt der gleichnamigen Region im Süden des südamerikanischen Anden-Staates Peru und stellt das politische, wirtschaftliche und kulturelle Zentrum in diesem Landesteil dar. Arequipa ist Sitz eines Erzbistums.
In der Stadt sowie dem 11,5 km² großen Distrikt gleichen Namens lebten beim Zensus 2017 55.437 Menschen. Im Ballungsraum betrug die Einwohnerzahl 1.008.290. Die UNESCO erklärte 2000 das Stadtzentrum von Arequipa zum Weltkulturerbe.

## Geografie
Arequipa liegt auf über 2300 m Höhe. Beherrscht wird die Stadt durch die Vulkane in der nahen Umgebung, den 5822 m hohen kegelförmigen Misti, den 6057 m hohen Chachani und den kleineren und entfernteren Picchu Picchu.
Nicht weit von Arequipa liegen auch die Schluchten des Cotahuasi- und des Colca-Cañons, die mit bis zu 3000 m Höhenunterschied mit zu den tiefsten der Welt zählen.
Die Herkunft des Beinamens „die weiße Stadt“, mit dem sich Arequipa schmückt, bezieht sich wahrscheinlich nicht auf das weiße Sillar-Gestein vulkanischen Ursprungs, aus dem viele der alten historischen Gebäude im Zentrum Arequipas erbaut wurden, sondern eher auf die hellere Hautfarbe der einstmals im Stadtzentrum lebenden spanischstämmigen Bewohner, die es den Einheimischen verboten, in der Innenstadt zu leben.
Die Küste des Pazifik liegt nur 75 km Luftlinie entfernt und beschert der Stadt das ganze Jahr über ein mildes und sonniges Klima.
Das Gebiet wird häufig von heftigen Erdbeben heimgesucht; im Durchschnitt gibt es täglich zwölf Erdbewegungen. 1608, 1687, 1784, 1868, 1958 und 1960 wurden große Teile der Stadt durch Beben zerstört. Am 23. Juni 2001 erschütterte ein schweres Erdbeben der Magnitude VII–VIII auf der Mercalliskala die Region. Es ließ einen der beiden Türme der Kathedrale am Hauptplatz einstürzen. Dieser wurde bis zum Jahr 2004 restauriert. Der die Stadt überragende Schichtvulkan Misti ist noch aktiv. Einige Stadtviertel am Fuß des Vulkans wären im Fall eines Ausbruchs von pyroklastischen Strömen und Laharen bedroht.

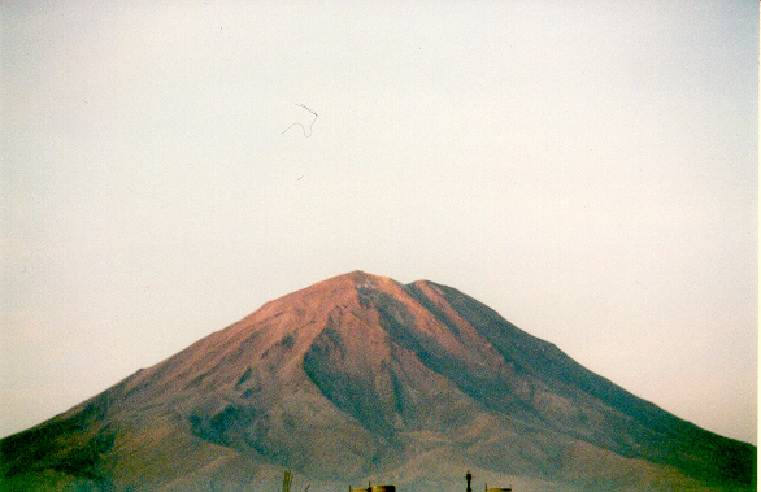
Vulkan El Misti vom Stadtzentrum aus gesehen
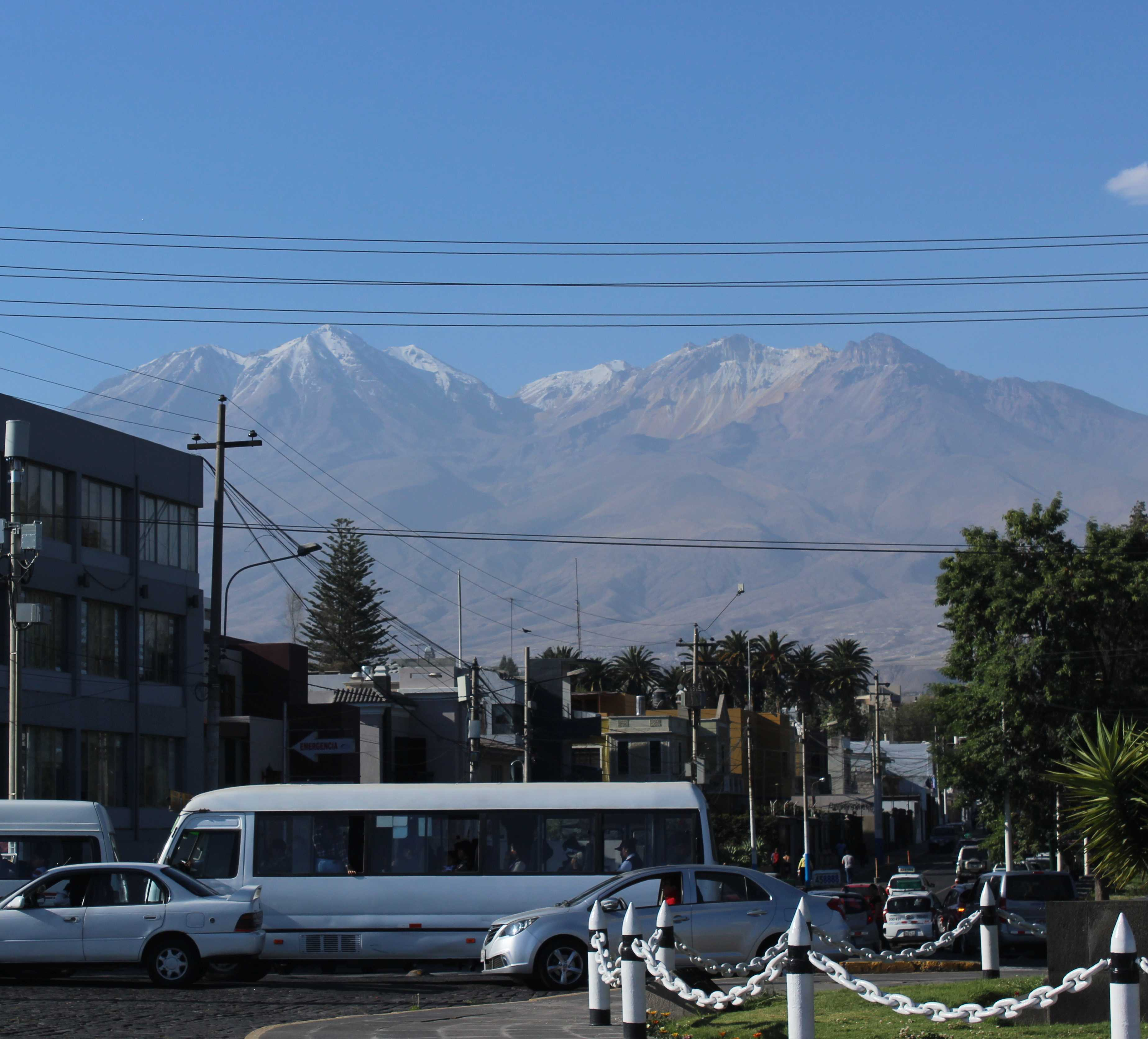
Blick aus Arequipa auf den Vulkan Chachani

## Geschichte
Die ältesten Spuren menschlicher Besiedlung, die bislang in der Umgebung Arequipas gefunden wurden, datiert man auf die Zeit zwischen 8000 v. Chr. und 6000 v. Chr. Über 400 archäologische Orte wurden bis heute registriert. Darunter befinden sich die Höhlenzeichnungen in Sumbay und Pampa Colorado.
Ab etwa 1250 brachten die Inkas die Gegend um Arequipa unter ihren Einfluss, bis 1537 der spanische Konquistador Diego de Almagro die Umgebung eroberte und Garcí Manuel de Carbajal am 15. August 1540 die Stadt Villa de Nuestra Señora de la Asunción del Valle Hermoso de Arequipa als spanische Residenz gründete, die später kurz Arequipa genannt wurde.
Der Name der Stadt leitet sich mutmaßlich von dem Quechua-Ausspruch „are quepay“ (zu deutsch: „Bleiben Sie!“) ab, den der Inka Mayta Cápac bei seiner Ankunft im Tal des Rio Chili getan haben soll. 1541 erhielt sie vom spanischen König Karl V. die Stadtrechte. Ab diesem Zeitpunkt entwickelte sich Arequipa zur Handelsstadt zwischen der Küste und den Anden. Besonders wichtig war hierfür auch das Colca-Tal mit der ergiebigen Landwirtschaft. In der Umgebung wurde zudem intensiv Bergbau betrieben sowie Wein und Wolle produziert. Mit Einführung der Eisenbahn, die ab 1870 bis zum Seehafen Matarani fuhr, und 1904 den Anschluss zu den Städten Cusco und Puno herstellte, stieg die Bedeutung Arequipas als Handelsstadt.

## Sehenswürdigkeiten

### Kathedrale

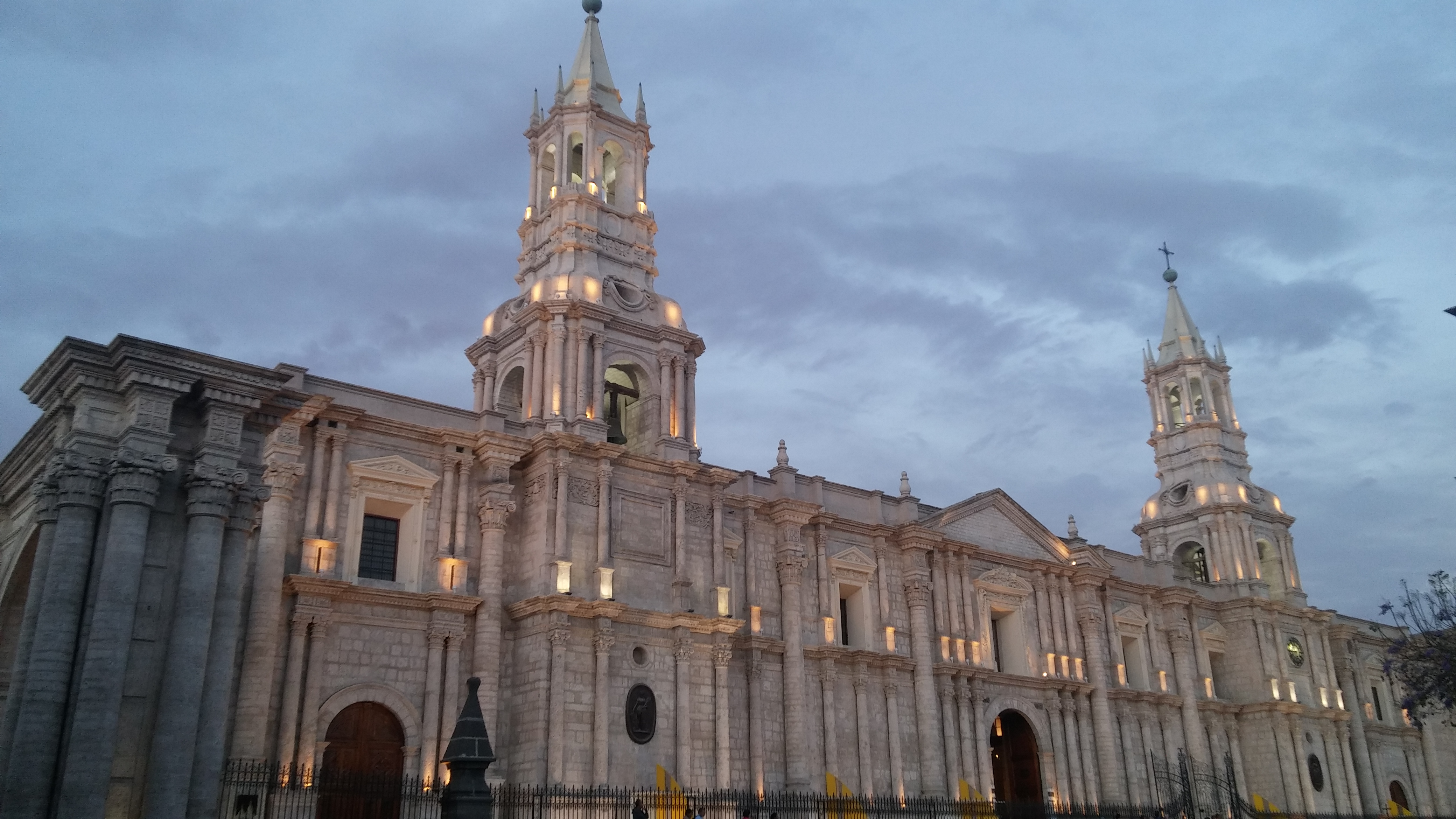
Kathedrale von Arequipa

Die Kathedrale von Arequipa gilt als einzigartig in Peru, da sie die gesamte Seite der Plaza de Armas einnimmt. Mit ihrem Bau wurde 1629 begonnen, ihre heutige endgültige Form erhielt sie aber durch den 1844 abgeschlossenen Wiederaufbau nach einem Brand. Nur wenige Jahre später wurde sie durch das starke Erdbeben von 1868 erneut schwer beschädigt. Der beim Erdbeben von 2001 eingestürzte Glockenturm wurde bis 2004 wieder aufgebaut. Am Ende des 19. Jahrhunderts ließ man für die innen wenig spektakuläre Kathedrale eine Kanzel aus Frankreich und eine Orgel aus Belgien anschaffen. Zudem wurde an vielen Stellen Marmor aus Italien verwendet. Die Kathedrale von Arequipa ist zudem eine der weniger als 100 Kirchen weltweit, denen es erlaubt ist, die Flagge des Vatikans zu hissen.

### Santa Catalina
Das Kloster Santa Catalina gilt als eines der wichtigsten religiösen Bauwerke aus der Kolonialzeit. Es liegt nahe dem Stadtzentrum und wurde 1579 auf Beschluss des Rates der Stadt erbaut, da die bereits vorhandenen drei Klöster die Novizinnen nicht aufnehmen konnten. Viele der reichen spanischen Familien gaben ihre zweite Tochter für „Gott und Himmelreich“ ins Kloster. Für das Kloster Santa Catalina ummauerte man kurzerhand einen 20.426 m² großen Teil der Stadt und begründete damit eine autarke Siedlung. Bis zu 150 Nonnen sollen hier zusammen mit ihren Bediensteten in strenger Klausur gelebt haben. Doch es gab Ausnahmen: Die französische Schriftstellerin und Frauenrechtlerin Flora Tristan besuchte im Jahre 1834 das Kloster. Sie schildert in ihrem Reisebericht ausführlich die Lebensart der Nonnen. Flora Tristan zufolge lebten sie weit ungezwungener als ihre strenge Regel es hätte erwarten lassen. Alle vier Jahre wurden acht Novizinnen aufgenommen, die eine Mitgift von mindestens 1.000 Goldpesos zum Unterhalt des Klosters erbringen mussten. Erst nach einer Reform 1871 nahm das Kloster auch Novizinnen ohne Mitgift auf. Trotz dieser ersten Liberalisierung dauerte es bis 1970, bis das Kloster auf Initiative der verbliebenen Nonnen renoviert wurde und seine Geheimnisse der Öffentlichkeit zugänglich machte: Englische Teppiche, spanische Seidenvorhänge, flämische Spitzentücher, gepolsterte Stühle, Damast, feines Porzellan und Silber gehörten zur „Ausstattung“. Man fand eine autarke Stadt inmitten Arequipas vor, in der die Zeit 1579 stehen geblieben zu sein schien, sieht man einmal von den Zerstörungen durch die Erdbeben ab.

### La Compañía
Die Iglesia de la Compañía liegt am unteren Ende der Plaza de Armas. Sie wurde 1595 bis 1698 für die Jesuiten erbaut und gilt als gutes Beispiel für die Vermischung des barocken und mestizischen Baustils. Die Fassade zeigt vielfältige Elemente der indigenen wie auch der spanisch-katholischen Kultur. Erst seit 1950 ist die wieder restaurierte Sakristei zugänglich, die gleichfalls reich mit farbenfrohen Ornamenten geschmückt ist.

### Museo Santuarios Andinos

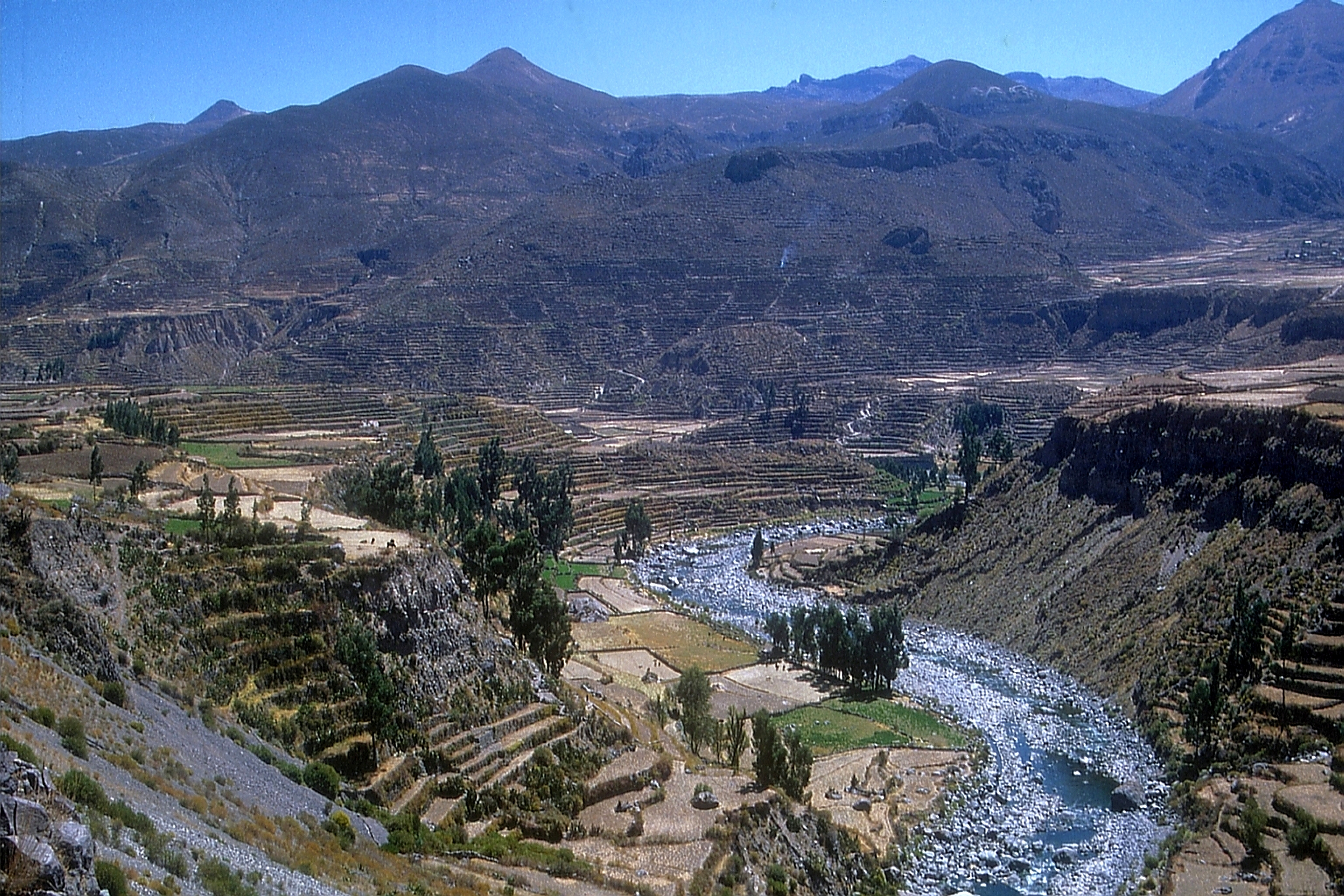
Das Colca-Tal bei Arequipa zählt zu den tiefsten Canyons der Welt

Das Museo Santuarios Andinos beherbergt einen der wichtigsten archäologischen Funde Südamerikas der letzten Jahrzehnte: Die im September 1995 von Mitgliedern der vom US-amerikanischen Archäologen Johan Reinhard geführten Expedition am Gipfel des Ampato-Vulkans gefundene Mumie einer jungen Inkafrau, der man den Namen Juanita gab. Seit Abschluss der wissenschaftlichen Untersuchungen hat jeder Museumsbesucher Zugang zur sehr gut erhaltenen Mumie, die mit all ihrer Kleidung in einer gläsernen Vitrine tiefgekühlt gehalten wird. Zudem sind auch Kleidungsstücke und Beigaben aus anderen Gräbern der präkolumbischen Zeit hier ausgestellt.

### Weitere Sehenswürdigkeiten
- Colca-Tal: Das Colca-Tal ist der schönste und interessanteste Anziehungspunkt in der Umgebung von Arequipa. Das Tal ist Teil des Gebirgszuges der Anden und zählt zu den tiefsten Canyons der Welt – er ist der zweittiefste Canyon.
- Viele der Kirchen sind mit der Zeit zu wichtigen Museen und Bibliotheken geworden. So werden zum Beispiel in der Iglesia y convento La Merced eine wertvolle Bibliothek und Gemälde aufbewahrt. Auch die Iglesia de San Francisco verfügt über eine Bibliothek von mehr als 20.000 Bänden und eine Pinakothek.

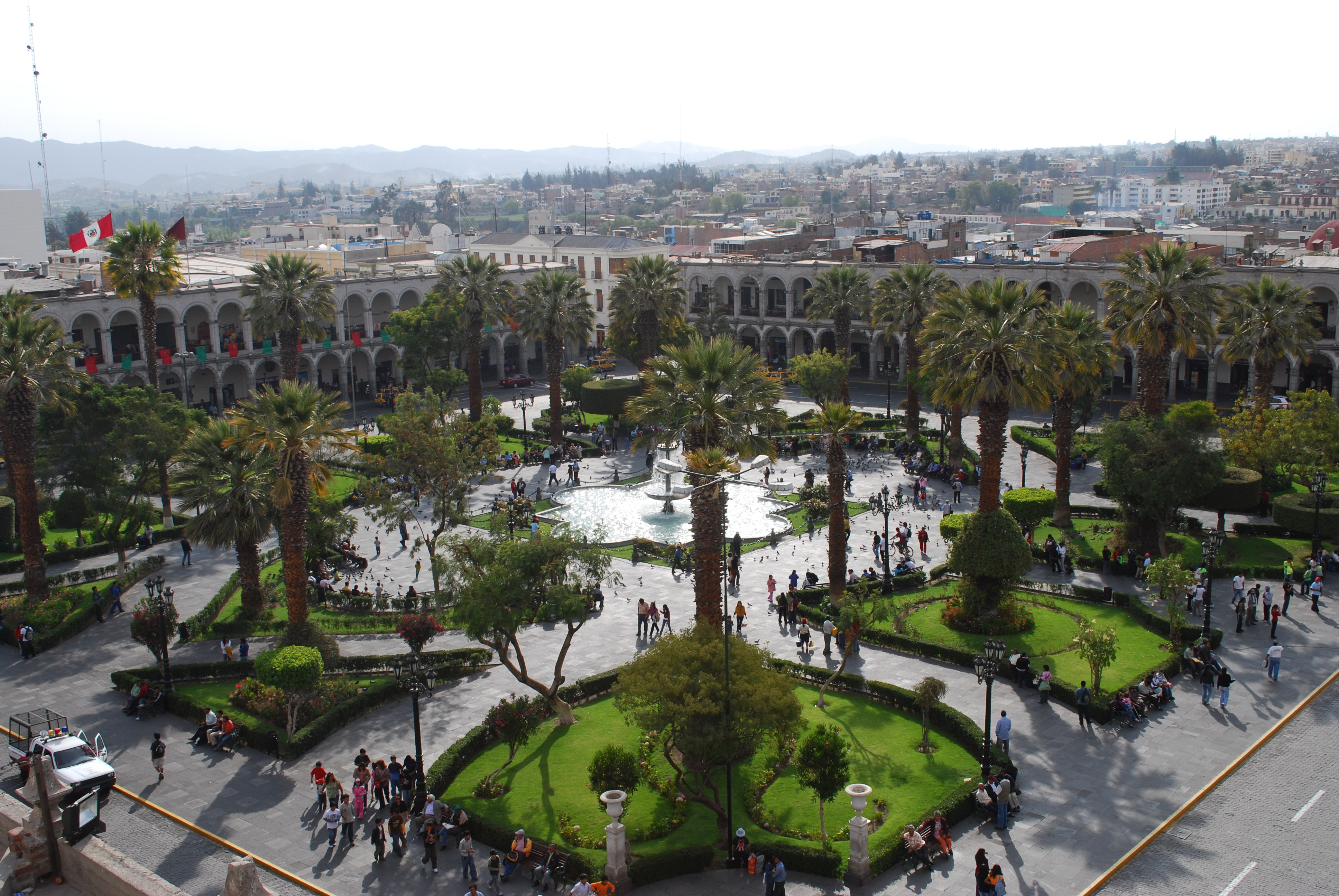
Plaza de Armas
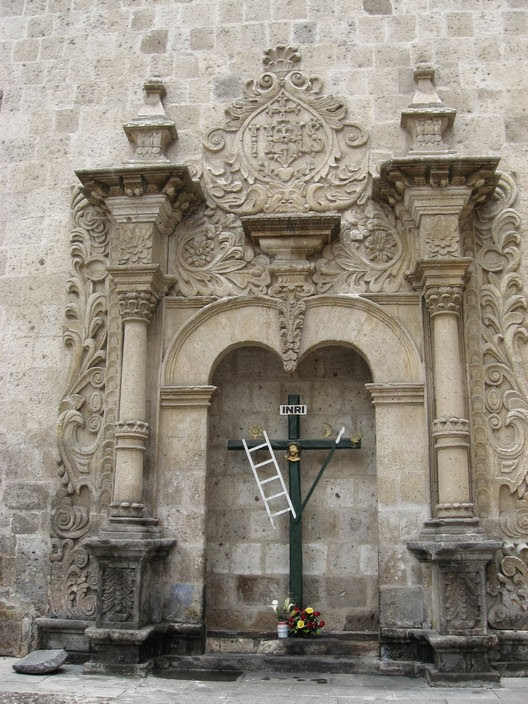
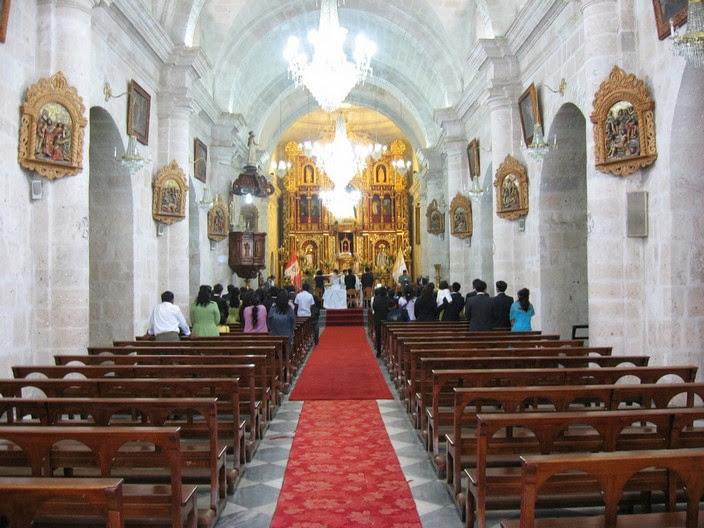
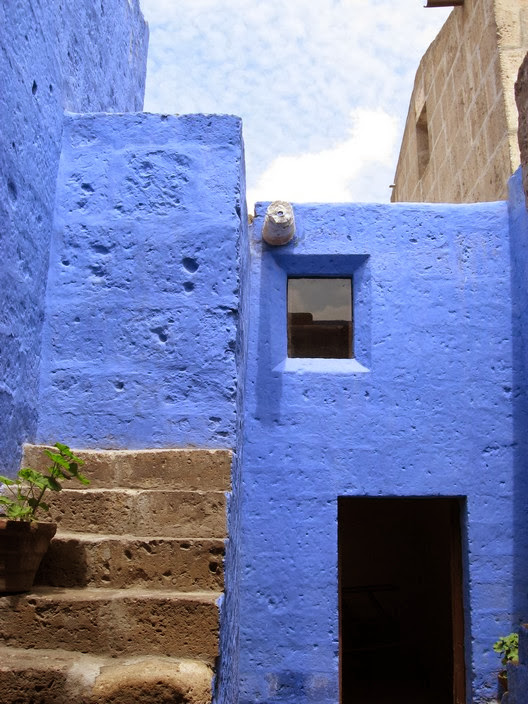
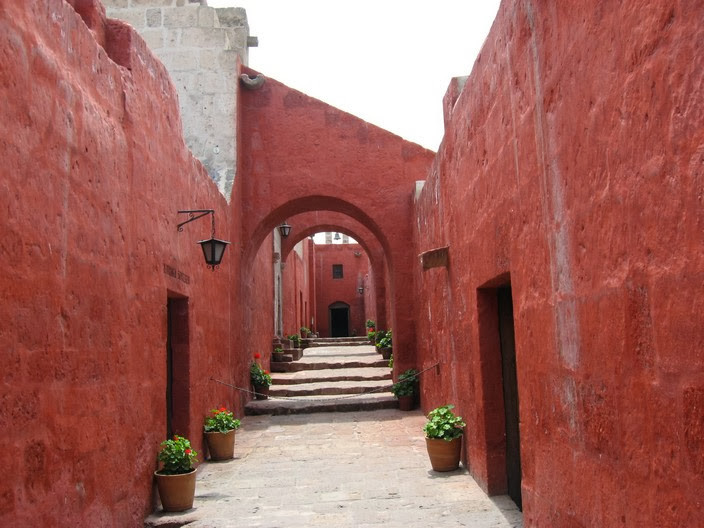
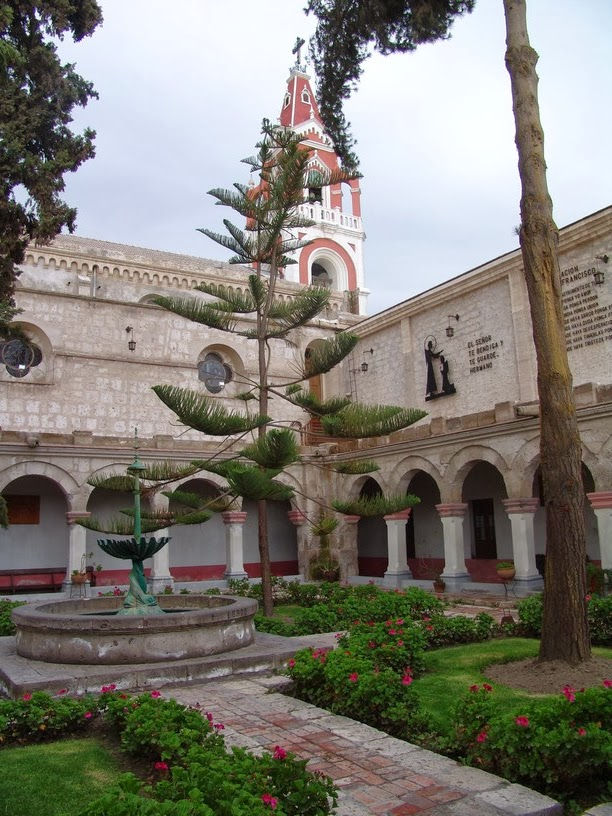
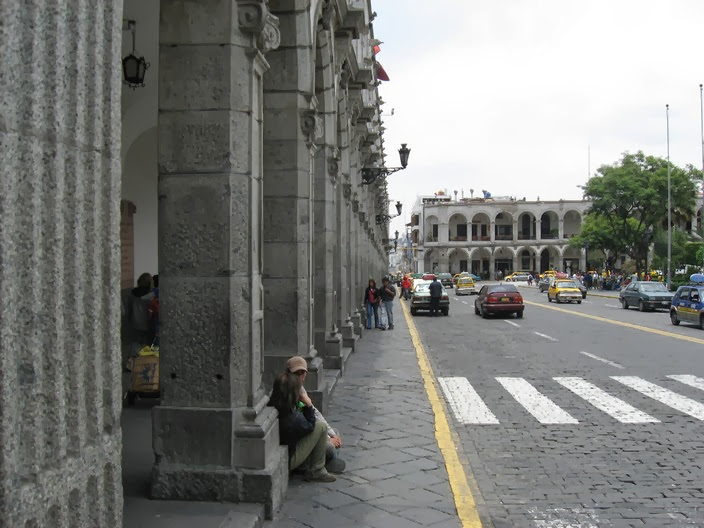

### Märkte

Markt San Camillo

Der Mercado San Camilo liegt nahe dem Zentrum und ist einer der bekanntesten Märkte der Stadt. Hier findet man alles, was man zum täglichen Leben an Nahrungsmitteln und anderen Waren benötigt. Die Konstruktion des Daches des Marktes wird, wie in Südamerika üblich, fälschlicherweise Gustave Eiffel, dem Erbauer des Eiffelturms, zugeschrieben.

### Brücken
Die Puente de Fierro wird ebenfalls fälschlicherweise Gustave Eiffel zugeschrieben, wurde aber bereits 1871 auf Veranlassung von Henry Meiggs im Zusammenhang mit dem Bau der Südbahn gebaut.

## Verkehr
Arequipa liegt an der Bahnstrecke Mollendo–Juliaca, deren westlicher Abschnitt zwischen dem Hafen Mollendo und Arequipa 1870 eröffnet wurde. Dieser Abschnitt wird heute nur noch für Güterzüge genutzt. Auch sonst ist der Personenverkehr weitgehend eingestellt. Lediglich der Touristenzug Belmond Andean Explorer verkehrt zwischen Arequipa, Cusco und Puno.

## Feste
Das wichtigste Fest ist der am 15. August stattfindende Stadtgeburtstag der am 15. August 1540 gegründeten Stadt. Jedes Jahr gibt es zahllose Veranstaltungen und farbenfrohe Umzüge durch die Stadt. Traditionelle Tänze werden von Schulklassen, Militärschulen und einzelnen Stadtvierteln, aber auch von Tänzern aus entfernten Gegenden wie dem Titicacasee oder dem Amazonasgebiet aufgeführt.

## Kultur und Bildung
In Arequipa haben folgende Hochschulen ihren Sitz:
- Universidad Nacional de San Agustín (UNSA)
- Universidad Alas Peruanas
- Universidad Católica de Santa María (UCSM)
- Universidad Católica San Pablo (UCSP)

## Persönlichkeiten
Söhne und Töchter der Stadt:
- Pío de Tristán (1773–1860), Offizier und Politiker
- Ignacio Álvarez Thomas (1787–1857), argentinischer Offizier und Politiker
- Mariano Paz Soldán (1821–1886), Historiker und Geograf
- Francisco García-Calderón Landa (1834–1905), Politiker
- Nicolás de Piérola (1839–1913), Politiker und zweimaliger Staatspräsident von Peru
- Alejandro López de Romaña (1846–1917), Politiker, Premierminister von Peru
- Eduardo López de Romaña (1847–1912), Politiker, Staatspräsident von Peru
- Mateo Crawley-Boevey („Padre Mateo“) (1875–1960), römisch-katholischer Priester und Volksmissionar
- Víctor Andrés Belaúnde (1883–1966), Diplomat, Schriftsteller und Historiker, Präsident der 14. Sitzung der UN-Generalversammlung
- Honorio Delgado (1892–1969), Naturwissenschaftler, Mediziner, Psychiater
- José Luis Bustamante y Rivero (1894–1989), Politiker und Schriftsteller, peruanischer Präsident von 1945 bis 1948
- Alberto Vargas (1896–1982), berühmt für seine Pin-Up-Zeichnungen
- Jorge Pardón (1905–1977), Fußballtorwart
- Juan Landázuri Ricketts (1913–1997), Erzbischof von Lima und Kardinal der römisch-katholischen Kirche
- Fernando Vargas Ruiz de Somocurcio SJ (1918–2003), Erzbischof von Arequipa
- Alfredo Noriega Arce SJ (1922–1993), römisch-katholischer Ordensgeistlicher und Weihbischof in Lima
- Luis Sánchez-Moreno Lira (1925–2009), römisch-katholischer Erzbischof von Arequipa
- Mario Cavagnaro (1926–1998), Cantautor
- Hernán Llerena (1928–2010), Radrennfahrer und nationaler Meister im Radsport
- Samuel Escobar (1934–2025), Theologe
- Antonio Cornejo Polar (1936–1997), Professor und Literaturkritiker
- Alex Olmedo (1936–2020), Tennisspieler
- Mario Vargas Llosa (1936–2025), Nobelpreisträger für Literatur (2010)
- Hernando de Soto (* 1941), Ökonom, Wirtschaftsberater und Politiker
- Piermaria Oddone (* 1944), peruanisch-US-amerikanischer Experimenteller Teilchenphysiker
- Vladimiro Montesinos (* 1945), Regierungsbeamter
- René Cornejo (* 1962), Politiker
- Miguel Torres Morales (* 1975), peruanisch-deutscher Autor und Lehrer
- Joel Sánchez (* 1989), Fußballspieler
- Sergio Galdós (* 1990), Tennisspieler
- Duilio Beretta (* 1992), Tennisspieler
- Alonso Gamero (* 1992), Radrennfahrer und nationaler Meister im Radsport
- Marco Vilca (* 2000), Leichtathlet
- Romina Ccuno (* 2002), Tennisspielerin

## Städtepartnerschaften
- Charlotte, North Carolina, USA
- Maui County, Hawaii, USA
- Biella, Italien

## Klimatabelle
|                       | Jan  | Feb  | Mär  | Apr  | Mai  | Jun  | Jul  | Aug  | Sep  | Okt  | Nov  | Dez  |   |      |
| Mittl. Tagesmax. (°C) | 22,3 | 22,0 | 22,2 | 23,0 | 22,8 | 22,3 | 22,4 | 23,0 | 23,6 | 23,7 | 23,6 | 23,4 | ⌀ | 22,9 |
| Mittl. Tagesmin. (°C) | 7,0  | 7,4  | 6,8  | 6,0  | 5,0  | 4,3  | 3,5  | 3,6  | 4,5  | 4,7  | 5,0  | 6,2  | ⌀ | 5,3  |
|                       |      |      |      |      |      |      |      |      |      |      |      |      |   |      |
| Niederschlag (mm)     | 28   | 40   | 21   | 1    | 0    | 0    | 0    | 1    | 1    | 0    | 1    | 5    | Σ | 98   |
|                       |      |      |      |      |      |      |      |      |      |      |      |      |   |      |
| Sonnenstunden (h/d)   | 7,2  | 6,7  | 7,9  | 9,8  | 9,3  | 9,7  | 9,4  | 10,0 | 9,9  | 9,8  | 10,3 | 9,4  | ⌀ | 9,1  |
|                       |      |      |      |      |      |      |      |      |      |      |      |      |   |      |
| Regentage (d)         | 4,8  | 5,6  | 4,6  | 0,4  | 0,2  | 0    | 0    | 0,1  | 0,3  | 0,2  | 0,2  | 1,6  | Σ | 18   |
|                       |      |      |      |      |      |      |      |      |      |      |      |      |   |      |
| Luftfeuchtigkeit (%)  | 52   | 59   | 58   | 48   | 41   | 45   | 44   | 43   | 42   | 39   | 30   | 43   | ⌀ | 45,3 |

| 7,0 |

| 7,4 |

| 6,8 |

| 6,0 |

| 5,0 |

| 4,3 |

| 3,5 |

| 3,6 |

| 4,5 |

| 4,7 |

| 5,0 |

| 6,2 |

| 7,0 |

| 7,4 |

| 6,8 |

| 6,0 |

| 5,0 |

| 4,3 |

| 3,5 |

| 3,6 |

| 4,5 |

| 4,7 |

| 5,0 |

| 6,2 |